# 오버룩가시주머니생쥐
오버룩가시주머니생쥐(Heteromys catopterius)는 주머니생쥐과에 속하는 설치류의 일종이다. 베네수엘라 북부와 북동부의 해안가 산맥에서 발견된다.